# Kaika (Võru)
Kaika – wieś w Estonii, w prowincji Võru, w gminie Antsla. Na północ od wsi znajduje się jezioro Küüdre, leżące na terenie Parku Narodowego Karula.